# 徐沅
徐沅（1880年—？），字芷生，号姜盦，江苏吴县人。清朝及中华民国官员。

## 生平
徐沅中光绪二十九年（1903年）癸卯經濟特科进士。曾任山东聊城县知事。1906年，任直隶洋务局会办。1911年，出任津海关监督。中华民国成立后，仍任津海关监督，1913年兼任外交部直隶交涉员，1914年专任津海关监督，1915年去职。1915年11月19日，任肃政厅肃政史，1916年6月29日裁免。

## 著作
- 珊村语业
- 珊村笔记
- 云到闲房笔记
- 云到闲房杂钞
- 白醉楝话
- 檐醉杂记
- 斗南老人诗集
- 徐沅、祁颂威合撰，清秘述闻再续